# Цыбжитов, Болот Бэликович
Болот Бэликович Цыбжитов (род. 23 ноября 1994, село Судунтуй, Агинский Бурятский автономный округ) — российский спортсмен, стрелок из лука. Чемпион Европы в помещении в командных соревнованиях (2019). Серебряный призер этапа кубка мира в командных соревнованиях (2014). Бронзовый призер чемпионата мира среди студентов в личных соревнованиях (2016). Бронзовый призер Летних юношеских Олимпийских игр в личных соревнованиях (2010). Победитель и бронзовый призер первенства мира в командных соревнованиях и смешанных командах (микст) (2013).
Двукратный чемпион России (2013, 2014) и двукратный бронзовый призер чемпионата России (2012, 2023) в личных соревнованиях. Трехкратный чемпион России (2012, 2013, 2016), двукратный серебряный (2018, 2019) и трехкратный бронзовый (2014, 2017, 2025) призер чемпионата России в командных соревнованиях. Серебряный призер чемпионата России в смешанных командах (микст) (2014). Чемпион России в помещении (2019) и серебряный призер чемпионата России в помещении в личных соревнованиях (2017). Пятикратный чемпион России в помещении (2013, 2017, 2020, 2021, 2022), двукратный серебряный (2014, 2025) и двукратный бронзовый (2016, 2018) призер чемпионата России в помещении в командных соревнованиях.
Мастер спорта России (2010). Мастер спорта России международного класса (2010).